# Castell de Butrón
|  | Per a altres significats, vegeu «Butrón». |

El castell de Butrón (en basc: Butroeo Butroeko gaztelua) és un edifici d'origen medieval situat en el terme municipal de Gatica, a la província de Biscaia, al País Basc. Està envoltat de poblacions que disten poc entre si, com Sopelana, Urdúliz, Plencia, Munguía, Maruri-Jatabe i Lauquíniz.
Els orígens de l'edifici es remunten a l'edat mitjana, quan existia en el lloc la casa torre del llinatge dels Butrón, si bé el seu aspecte actual respon a una remodelació molt profunda, efectuada al segle xix pel marquès de Cubas.
Prenent com a base els fonaments i part de les torres cilíndriques, es va erigir la resta segons el gust germànic, amb gran dosi de fantasia, lluny del prototip de castell propi de la regió. En certa manera, té paral·lelismes amb els castells bavaresos del segle xix. La construcció es va concebre més com a passatemps i atracció visual que per obtenir una casa habitable; de fet, és molt incòmode com a habitatge, ja que les torres no tenen massa espai útil i algunes estades es connecten entre si mitjançant passarel·les i escales a l'aire lliure.
Aquest singular i històric immoble té una superfície total superior als 2.400 metres quadrats i està situat en un parc amb més de 35.000 m². L'immoble disposa de planta baixa, cinc plantes, coberta i quatre torrasses, la més alta de les quals és coneguda com la torre de l'Homenatge, construïda al segle xix. Els murs del castell tenen un gruix de més de quatre metres.
En el seu interior es troben diversos salons, una zona de recepció de convidats, l'antiga capella, el saló de la xemeneia, un gran saló diàfan de 200 metres quadrats, el pati d'armes, el magatzem de queviures, un pou d'aigua natural, una biblioteca, dos banys i una masmorra. Les diferents dependències estan decorades de manera exquisida i contenen mobiliari, il·luminació, cuina, calefacció, celler i un aparcament exterior.
L'edifici s'envolta d'un exuberant parc, amb palmeres i espècies exòtiques. Tot el conjunt va ser adaptat per un temps com a establiment hostaler amb espectacles d'ambientació medieval. Posteriorment, va resultar embargat i tret a subhasta.